# Quintela de Leirado

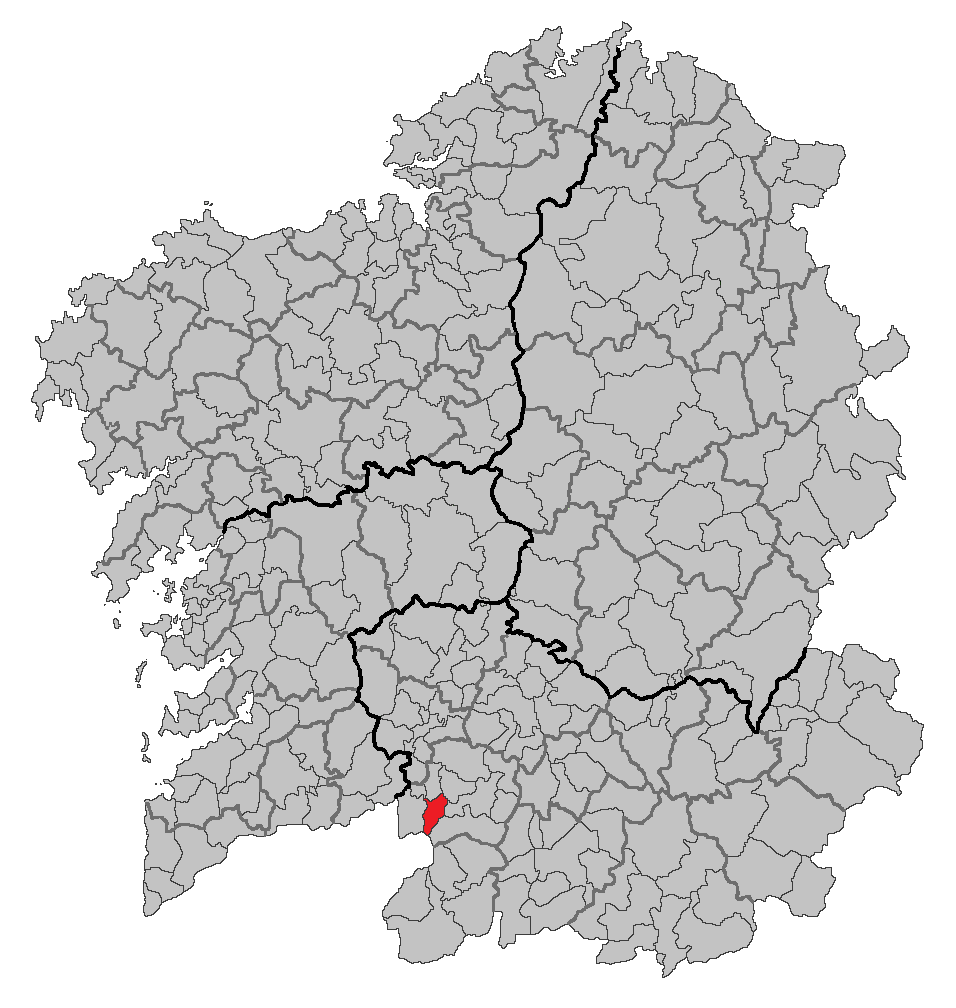
Localização de Quintela de Leirado

Quintela de Leirado é um município raiano da Espanha na província 
de Ourense, 
comunidade autónoma da Galiza, de área 31,26 km² com 
população de 801 habitantes (2007) e densidade populacional de 26,36 hab/km².

## Demografia
| Variação demográfica do município entre 1991 e 2004 | Variação demográfica do município entre 1991 e 2004 | Variação demográfica do município entre 1991 e 2004 | Variação demográfica do município entre 1991 e 2004 |
| --------------------------------------------------- | --------------------------------------------------- | --------------------------------------------------- | --------------------------------------------------- |
| 1991                                                | 1996                                                | 2001                                                | 2004                                                |
| 1047                                                | 1030                                                | 881                                                 | 831                                                 |